# Madame de Lamballe
Pour les articles homonymes, voir Marie-Thérèse de Savoie, Marie-Louise de Savoie et Carignan.
 (juillet 2024).
Signature
Marie-Thérèse-Louise de Savoie-Carignan, dite Mademoiselle de Carignan ou aussi Madame de Lamballe, est née au palais Carignan le 8 septembre 1749 et est morte le 3 septembre 1792 à Paris. Princesse de la maison de Savoie, elle devient princesse de Lamballe par son union avec Louis-Alexandre de Bourbon, fils de Louis-Jean-Marie de Bourbon, petit-fils de Louis XIV. Mariée en 1767, elle est veuve l'année suivante, âgée de dix-huit ans. Devenue amie avec la future reine Marie-Antoinette, alors dauphine, elle est nommée surintendante de la Maison de la Reine.
Supplantée par Gabrielle de Polignac dans l'affection de la souveraine, elle reste tout de même dévouée à Marie-Antoinette devenue reine de France, ce qu'elle payera de sa vie. Ayant alors suivi la famille royale après la journée du 10 août 1792, elle est incarcérée peu après à la prison de La Force. Elle est mise à mort par la foule au cours des massacres de Septembre.

## Biographie
(juillet 2024).
- Si vous ne connaissez pas le sujet, laissez ce bandeau (vous pouvez alors contacter les auteurs).
- Si vous supprimez le contenu mis en cause (vous pouvez préalablement contacter les auteurs),

argumentez précisément cette suppression dans la page de discussion
(un manque de référence n'est pas un argument ; une recherche réelle de référence doit avoir été effectuée, être formellement documentée).

### Enfance
Marie-Thérèse-Louise de Savoie-Carignan est née à Turin au palais Carignan le 8 septembre 1749. Membre de la maison de Savoie qui règne sur le duché de Savoie, le comté de Nice, le comté de Piémont et sur le royaume de Sardaigne, elle est la fille de Louis-Victor de Savoie, prince de Carignan et de son épouse, Christine-Henriette de Hesse-Rheinfels-Rotenbourg. Elle est une cousine du roi Charles-Emmanuel IV de Sardaigne qui en 1775 épouse Clotilde de France, soeur du roi Louis XVI de France. Les liens entre la maison de Savoie et la France sont anciens. Feue la mère de Louis XV était une princesse de Savoie et les deux frères de Louis XVI en épouseront une aussi.
Sa mère est la sœur de la duchesse de Bourbon et de la reine de Sardaigne, alors épouse du roi Charles-Emmanuel III. La jeune princesse grandit à Turin et y mène une vie maussade et stricte, mais éloignée des complots et des intrigues de cour. Elle passe pour une enfant douce, pieuse et sage, traits de caractères qui vont pousser le duc de Penthièvre, l'un des hommes les plus riches d'Europe, à la choisir comme épouse pour son fils Louis-Alexandre. Autant le père est pieux et vertueux, autant le fils est dévergondé et libertin. Son père pense alors ainsi l'assagir.

### Mariage
Marie-Thérèse épouse Louis-Alexandre de Bourbon, prince de Lamballe et arrière-petit-fils du roi Louis XIV (branche légitimée). Le mariage se fait par procuration à Turin, le 17 janvier 1767, puis la cérémonie est renouvelée en présence du prince le 31 janvier 1767 à Nangis. Le père du marié est alors réputé être l'homme le plus riche de France. Très vite, le jeune prince reprend ses habitudes et délaisse son épouse, qui se réfugie auprès de son beau-père. Elle commence alors à développer des accès de mélancolie, elle est saisie de vapeurs qui la font s'évanouir.
Son époux contracte des maladies vénériennes et la contamine plusieurs fois. Elle y gagne alors des cicatrices et des boutons. Un an plus tard, en 1768, son époux meurt soudain d'une maladie vénérienne. Bien que peu attristée, la princesse se retrouve veuve et sans enfants à dix-huit ans et demi. Son beau-père lui offre alors la Chaumière aux coquillages (aujourd'hui dépendance du château de Rambouillet) qu'il a fait édifier pour elle. La pièce centrale est alors une rotonde, couverte de coquillages et de nacre, où sont placés fauteuils, canapés et lustres.
Les miroirs sont recouverts de nacre à la demande du duc, pour que la princesse ne puisse voir son visage, abîmé par les maladies. Le médecin chirurgien Seyffert, médecin de la cour et futur médecin personnel de Xavier de Saxe en son château de Chaumot, sauve la princesse atteinte d'une maladie grave. Il gagne ainsi la protection de la reine et une grande réputation, puisqu'on viendra même de Paris à Chaumot pour se faire guérir. Le duc de Penthièvre, après la mort plutôt brutale de son fils unique, tient alors à garder sa belle-fille auprès de lui.

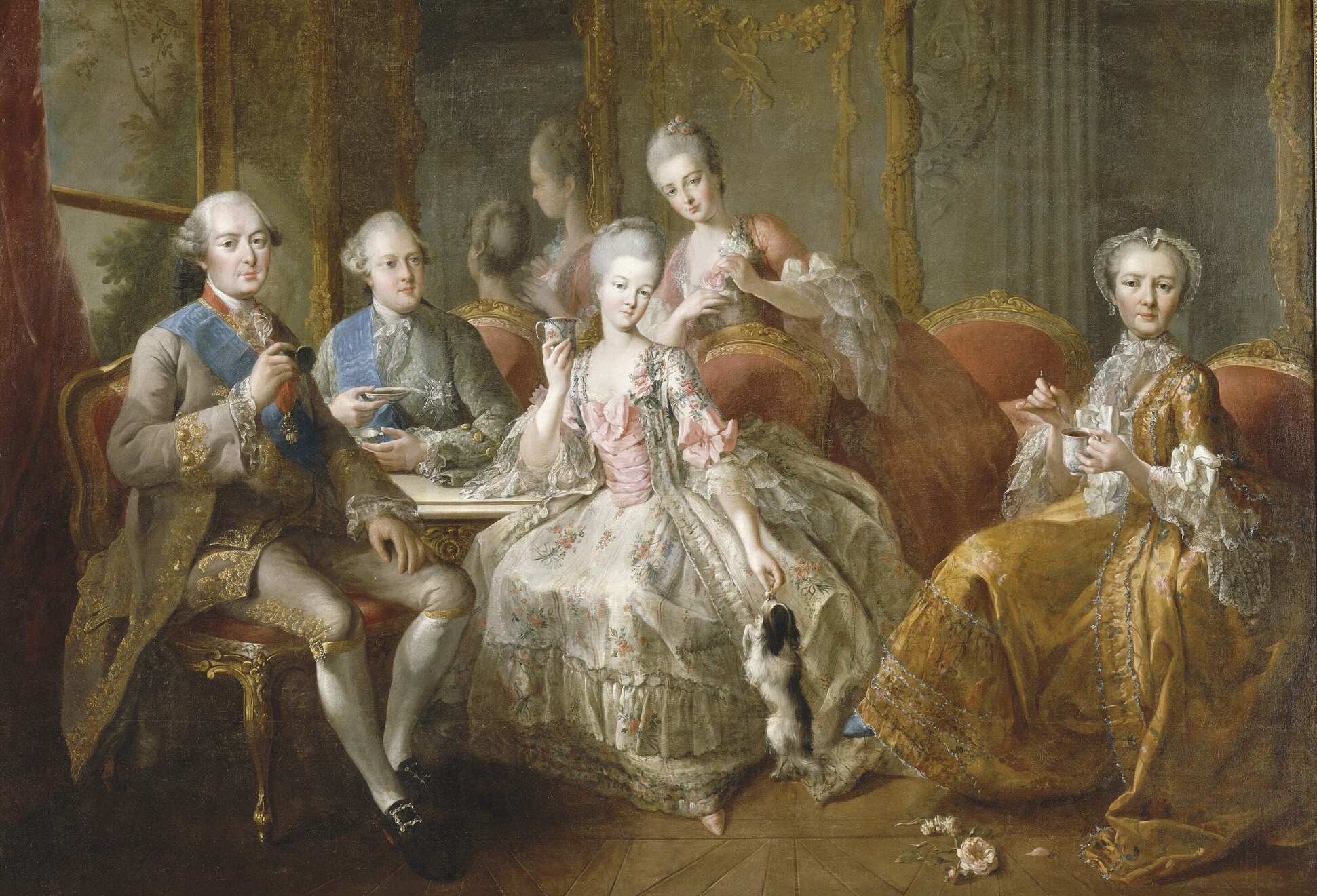
La Famille du duc de Penthièvre en 1768 ou La Tasse de Chocolat par Jean-Baptiste Charpentier le Vieux, 1768.

Ensemble, ils sont très actifs dans diverses œuvres pieuses et charitables. En 1769, le duc de Chartres, futur duc d'Orléans, épouse la belle-sœur de la princesse, Marie-Adélaïde de Bourbon : la fille du duc de Penthièvre, est certes issue d'une branche illégitime de la famille royale mais elle est aussi, depuis la mort de son frère, la plus riche héritière du royaume. La jeune femme représente alors un parti avantageux pour le duc d'Orléans.

### À la cour de France
En 1769, après la période de deuil qui suit la mort de la reine Marie Leszczynska, le parti des dévots, soutenu par Mesdames, n'ayant pu remarier Louis XV à l'archiduchesse d'Autriche Marie-Élisabeth de Habsbourg-Lorraine, la sœur de la dauphine pense à la princesse de Lamballe. Ironie du sort, il est une nouvelle fois question pour elle de convoler avec un homme esclave de ses sens. Mais le projet ne fait pas long feu : la comtesse du Barry, toute nouvelle maîtresse du roi avant d'en devenir la favorite officielle, ne veut pas perdre son royal amant. Le mariage n'eut donc jamais lieu et le roi resta auprès de la favorite.

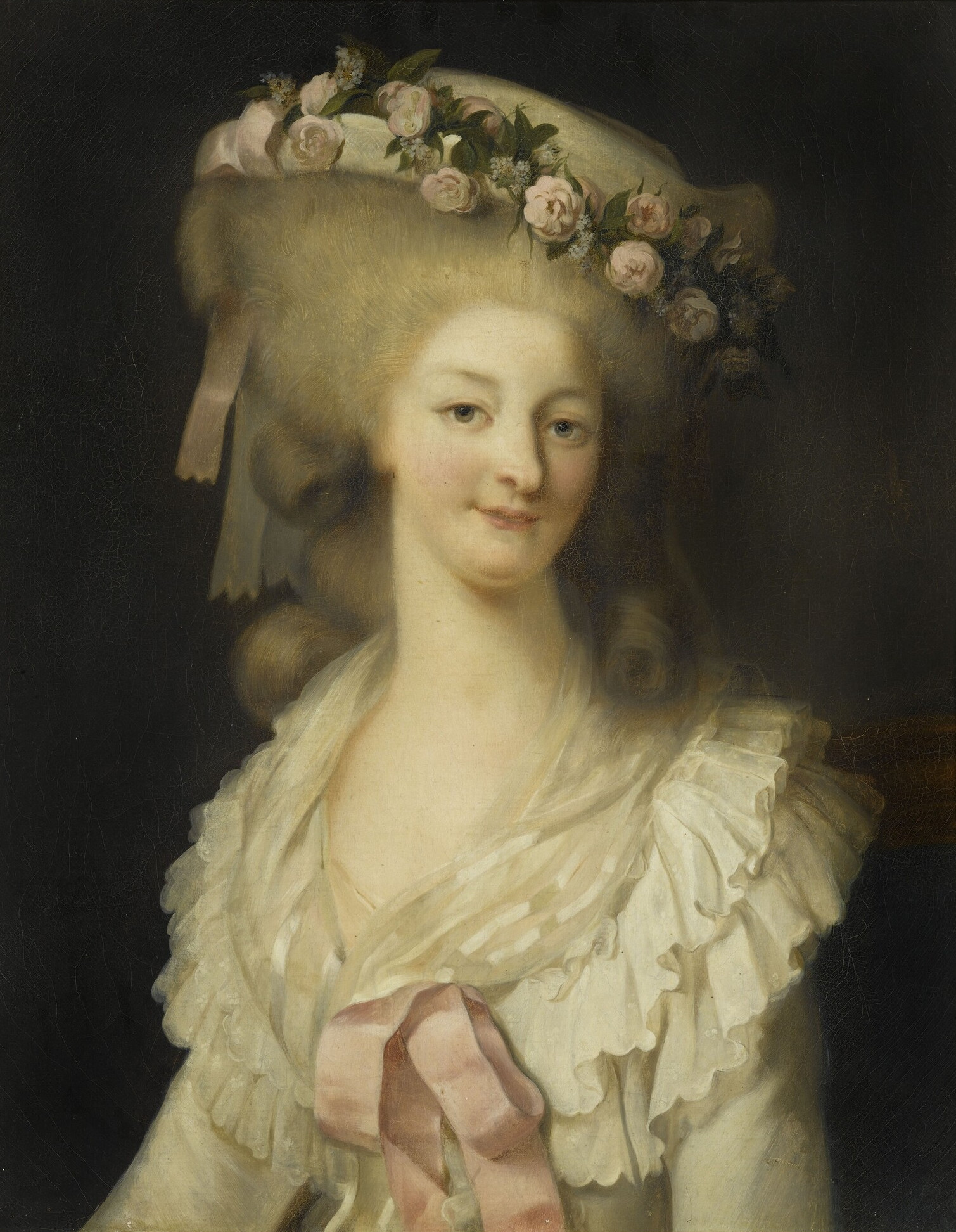
Marie-Thérèse-Louise de Savoie-Carignan, princesse de Lamballe par Louis-Édouard Rioult, 1843.

En 1770, le jeune dauphin Louis-Auguste épouse l'archiduchesse Marie-Antoinette d'Autriche. Présente au mariage célébré au château de Versailles, les deux jeunes femmes font ainsi connaissance. Elle a vingt-et-un ans, Marie-Antoinette presque quinze. À compter de l'année 1771, la princesse se montre de plus en plus souvent à la cour et se rapproche de la dauphine, qui voit en elle une alliée sûre et une amie sincère. Le roi Louis XV étant mort le 10 mai 1774, Marie-Antoinette devient reine de France. La reine continue à fréquenter son amie, mais de fausses rumeurs (lancées et attisées par ses ennemis) commencent à entacher leur amitié.
En 1775, la souveraine octroie à son « cher cœur » le titre très lucratif de surintendante de la Maison de la Reine. Elle a donc pour charge d'organiser les plaisirs de celle-ci. Cet office, jugé trop important, avait été supprimé puis rejeté par certaines reines, notamment Marie Leszczynska, se contentant ainsi de la charge de la première dame d'honneur. Dans le cas de Marie-Antoinette, sa première dame d'honneur était la princesse de Chimay ; il est fort possible que cette dernière ait suppléé la princesse de Lamballe durant son absence. Plus tard, la reine se rend compte que sa cousine et amie, la princesse, est bien trop sérieuse pour cette fonction, car elle s'ennuie.
Délaissant Marie-Thérèse, sans l'oublier pour autant, Marie-Antoinette se tourne alors vers Gabrielle de Polignac, « plus fraîche et plus insolente », qui, pour si longtemps, prendra ainsi la place de cette amie dévouée.

### Franc-maçonnerie
Ayant plus de temps à elle, la princesse de Lamballe part à la campagne, reprend ses activités charitables et rachète l'hôtel de Toulouse à son beau-père. Elle est initiée à la franc-maçonnerie et entre dans la loge d'adoption « La candeur » le 12 février 1777. Elle est élue grande maîtresse de la « Mère Loge écossaise » en 1781. Elle s'intéresse également au mouvement des Lumières, à l'Encyclopédie, à la condition des femmes et à l'amitié féminine. Elle organise notamment, le 10 janvier 1781, un dîner suivi d'un bal auquel sont conviées seulement des femmes, ce qui choque la cour, irrite la reine et génère ainsi des rumeurs malveillantes. En 1783, elle achète une folie dans le village de Passy, dénommé l'hôtel de Lamballe,.

### Révolution française

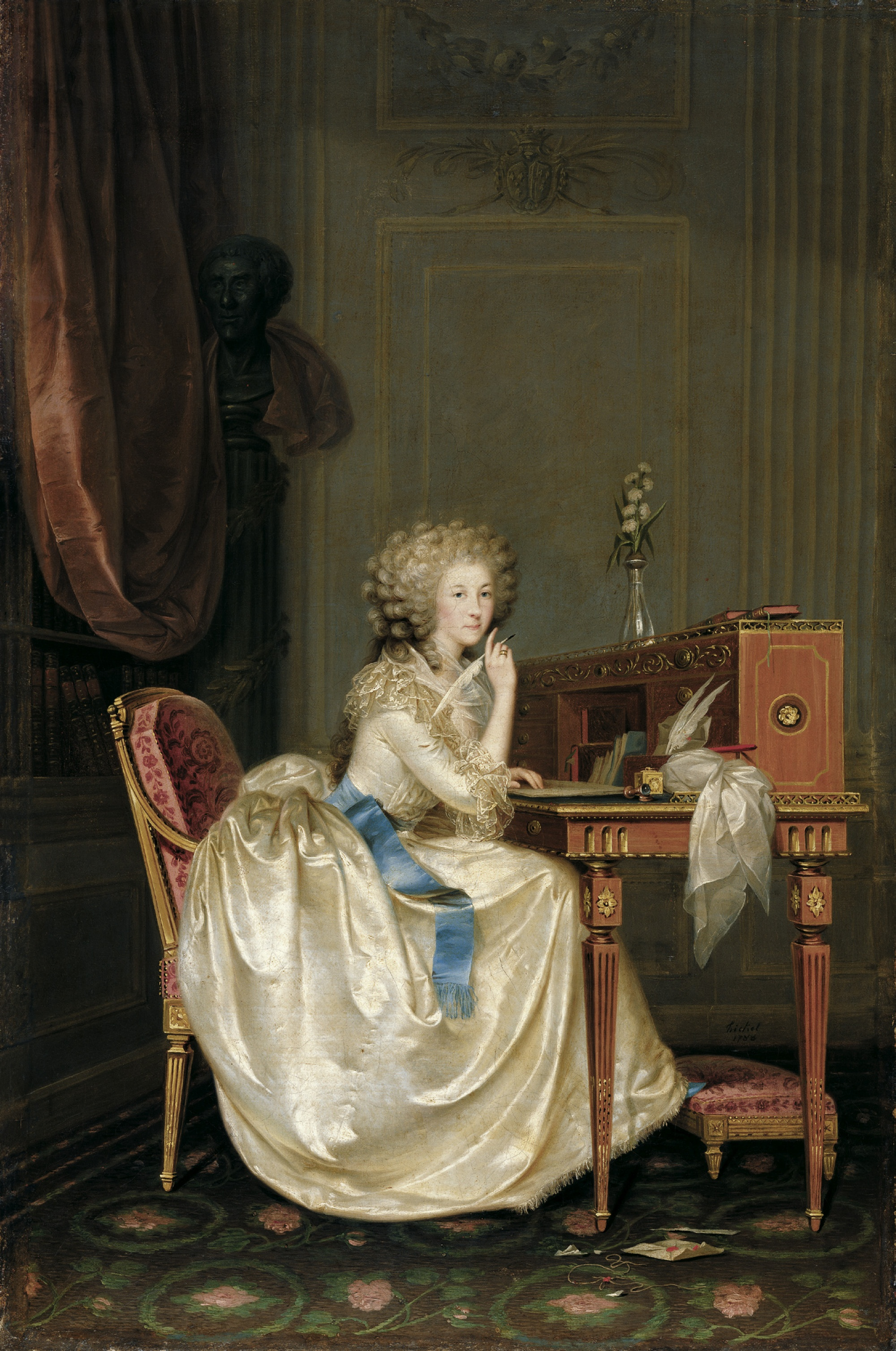
Portrait de la princesse de Lamballe par Karl Anton Hickel, 1788.

En 1789, la Révolution française gronde et la reine commence à prendre conscience de ses erreurs. Elle devient alors plus sage et se rapproche à nouveau de la princesse. Rapprochement d'autant plus aisé qu'immédiatement après la prise de la Bastille, la reine a demandé à Gabrielle de Polignac de quitter Versailles et de partir ensuite à l'étranger, ce qui est chose faite le 16 juillet. En octobre, la famille royale est emmenée à Paris et Marie-Thérèse la suit dans sa nouvelle résidence, le palais des Tuileries. La princesse reste l'un des derniers soutiens auprès de la reine et leur amitié se retrouve renforcée. Les deux femmes se montrent ainsi très unies et sincères.
En 1791, la reine l'informe du projet de sa fuite et lui enjoint de quitter la France. Alors munie d'un passeport, en règle, la princesse gagne Londres via Dieppe. La famille royale, elle, est rattrapée à Varennes. Les deux femmes échangent alors toute une correspondance dans laquelle la reine réaffirme ses sentiments d'affection envers la princesse : « J’ai besoin de votre tendre amitié et la mienne est à vous depuis que je vous ai vue », lui dit-elle lors du mois de juin 1789. Mue par un pressentiment, elle y dicte ses dernières volontés le 15 octobre 1791, nommant alors le marquis de Clermont-Gallerande, militaire et homme politique, comme étant son exécuteur testamentaire.

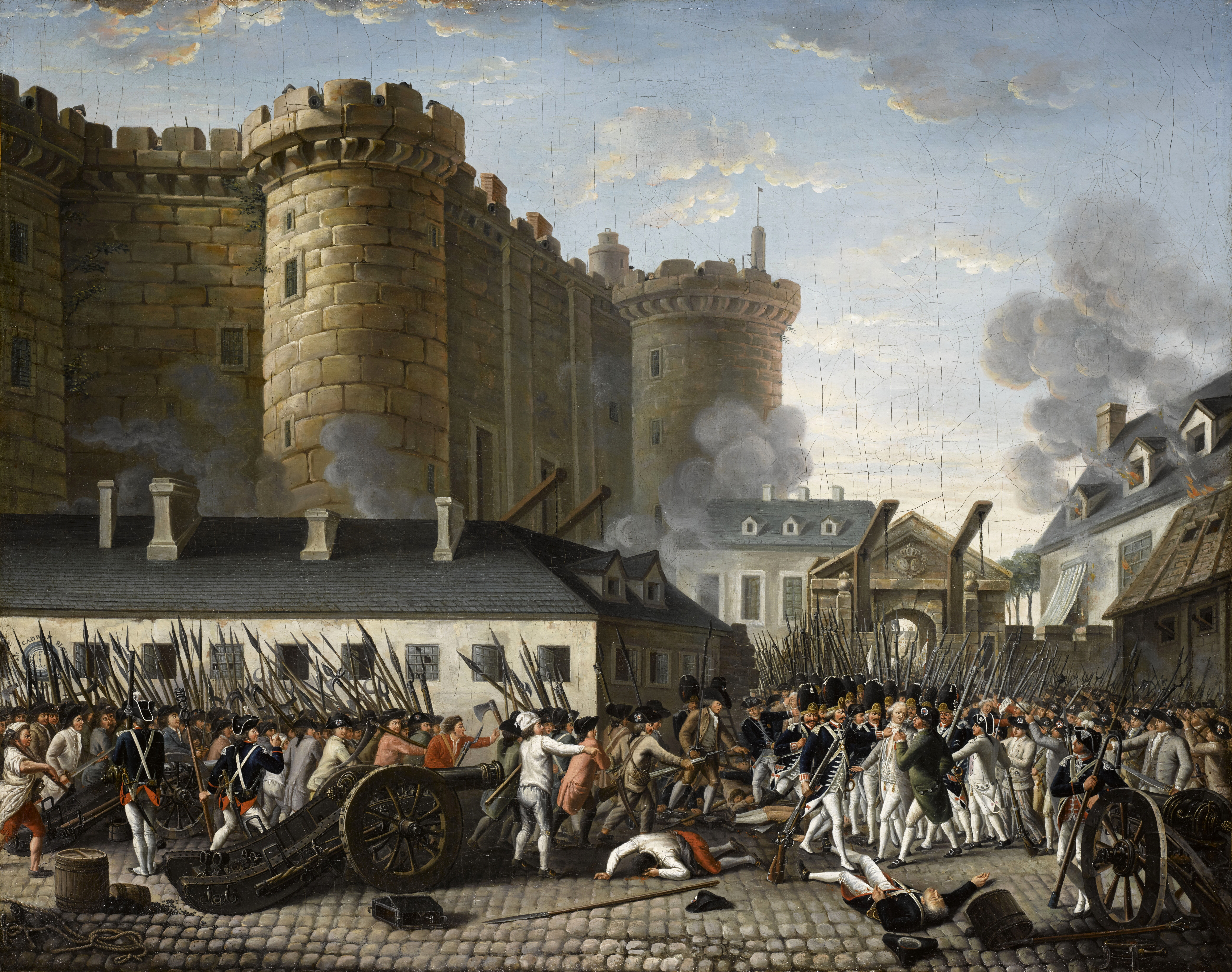
Prise de la Bastille et arrestation du gouverneur M. de Launay, le 14 juillet 1789 par un peintre anonyme, 1789.

Fin 1791, la reine supplie la princesse de ne pas revenir à Paris, mais cette dernière, soit par crainte de voir ses biens menacés par les lois en préparation sur les biens d'émigrés, soit par dévouement pour Marie-Antoinette, rentre à Paris et reprend ses fonctions auprès de la reine aux Tuileries.

### Mort de la princesse

Prise du palais des Tuileries le 10 août 1792 par Jacques Bertaux, 1793.

Au cours de la journée du 10 août 1792, la foule envahit le palais des Tuileries et la princesse suit la famille royale, qui se réfugie à l'Assemblée législative. C'est alors qu'est prononcée la déchéance du roi et décidée son incarcération à la tour du Temple. La princesse accompagne la famille royale au donjon du Temple le 12 août et elle y est incarcérée avec eux. Le 19 août, on vient chercher tous ceux qui n'appartiennent pas à la famille du roi stricto sensu pour les transférer ailleurs. La princesse de Lamballe, avec la marquise de Tourzel, sa fille Pauline ainsi que les autres dames de la reine, Mesdames Thibault, De Navarre et Basire, sont conduites ailleurs.
Madame de Saint-Brice et les valets de Chamilly et Hue sont ainsi conduits avec les autres dames à la prison de La Force, excepté Monsieur Hue qui, sous autorisation du maire Piéton, fut autorisé à retourner au Temple afin de continuer à servir le roi. Monsieur de Chamilly fut, quant à lui, écroué à la Grande-Force (la partie pénitentiaire réservée aux hommes) et les dames de la reine, dont la princesse, furent écrouées à la Petite-Force (destinées aux femmes). Marie-Thérèse, après avoir reçu la visite de Manuel, fut autorisée à partager sa cellule avec Madame de Tourzel et sa fille Pauline. La princesse reste ainsi un mois enfermée dans la prison, aux côtés de femmes de la noblesse.

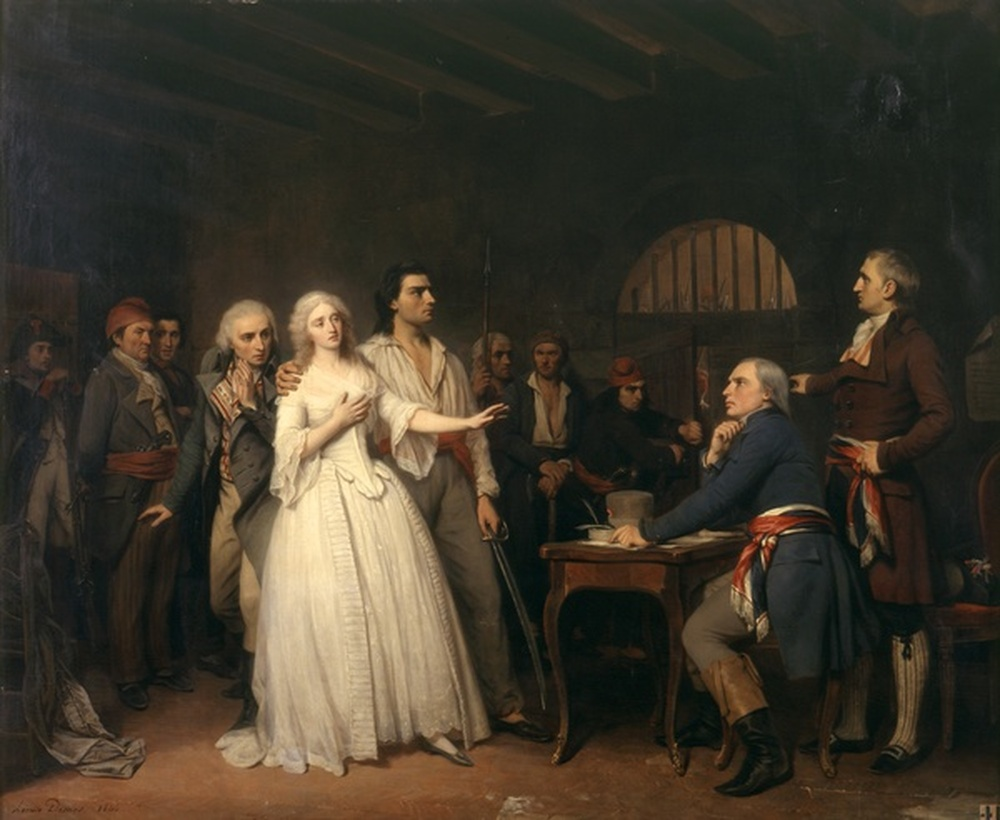
La condamnation de la princesse de Lamballe par Louise Adélaïde Desnos, 1846.

Les 2 et 3 septembre 1792, les massacres de Septembre ayant commencé, une multitude d'hommes, armés de barres de fer, de piques et de bûches encerclent les prisons de Paris, décidée à tuer les proches de la famille royale et d'autres détenus qu'une rumeur accuse d'y avoir caché des armes pour fomenter une contre-révolution. La prison est vidée de ses prisonniers, qui sont conduits au tribunal improvisé, appelé « tribunal de sang », introduit au greffe. En fonction du jugement qui leur est fait, ils sont absous ou massacrés. La princesse, au même titre que les autres détenus, est tirée de sa cellule au matin du 3 septembre à huit heures et conduite dans la cour de la prison. La prison de la Petite-Force renfermait 212 prisonnières lors des massacres de Septembre, et toutes ont été relâchées.
Alors même que les autres femmes étaient relâchées, la princesse de Lamballe est traduite devant le tribunal populaire, pour y être ainsi interrogée. Au tribunal, elle est jugée trop proche de la reine et suspectée d'être impliquée dans les affaires d'État. Après que le juge eut prononcé la phrase « qu'on élargisse madame », le terme ambigu signifiant soit sa libération, soit sa mise à mort, deux hommes la prirent, la firent sortir du greffe et la jetèrent à la foule.

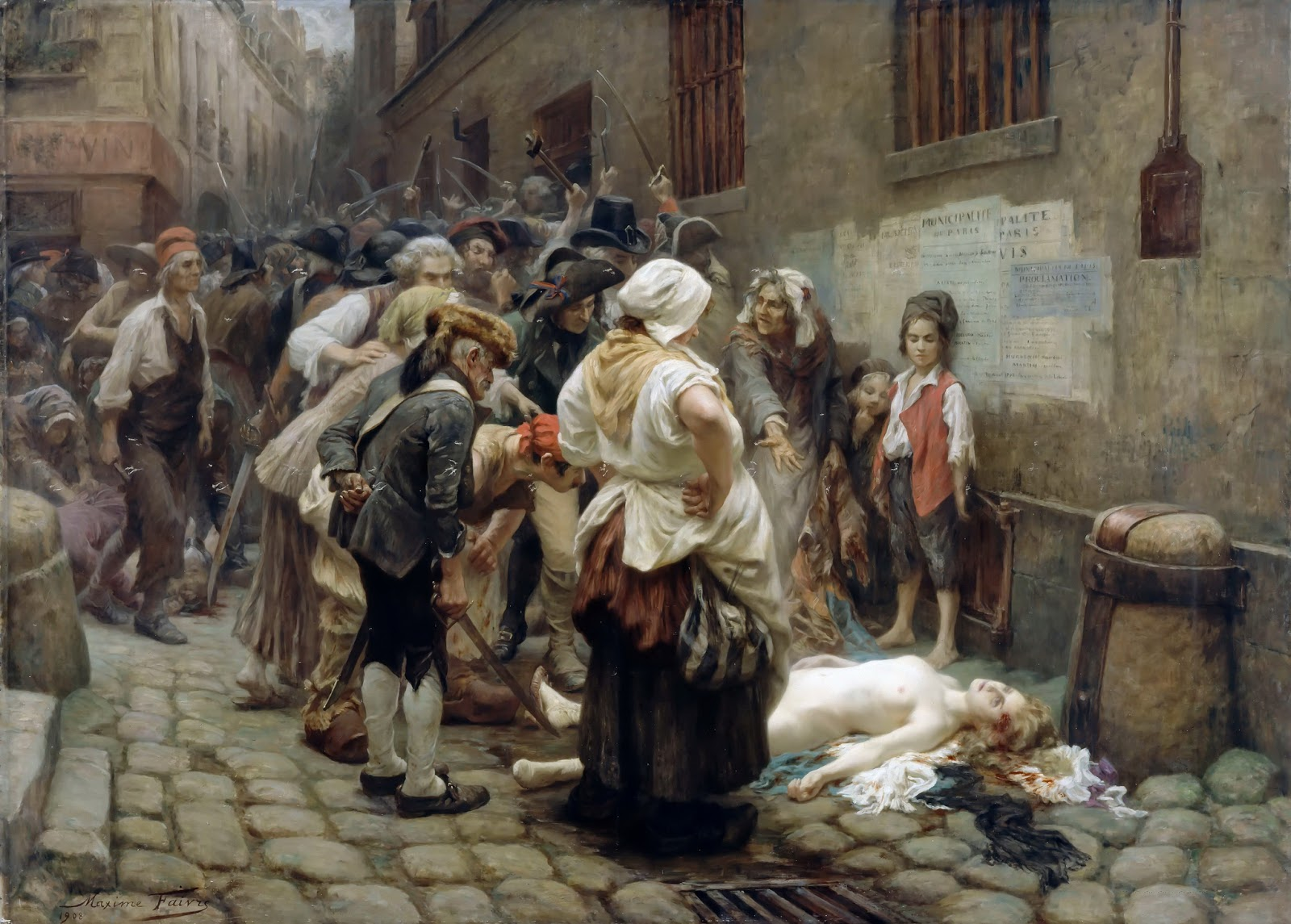
Mort de la princesse de Lamballe, 3 septembre 1792 par Maxime Faivre, 1908.

À la vue des cadavres et du sang, la princesse aurait crié « fi ! l'horreur » puis « je suis perdue ! ». Un perruquier, du nom de Charlat, tambour des volontaires, lui ôta son bonnet du bout de sa pique et la blessa légèrement, puis un autre lui jeta une bûche dans les reins. La princesse s'écroula et fut criblée de coups. On lui ôta ensuite ses vêtements ; elle resta ainsi près de deux heures exposée, nue, à la risée lubrique de la foule. On la traîna ensuite jusqu'à la borne située à l'angle des rues du Roi-de-Sicile et des Ballets, sur laquelle on appuya sa tête. Plus tard, un dénommé Grison scia la tête de la princesse de Lamballe avec un couteau et il la mit au bout de sa pique.
La baronne d'Oberkirch raconte dans ses Mémoires qu'elle était présente dans un débit de boissons et qu'elle assista, tout à fait impuissante, à la scène durant laquelle la foule en furie, brandissant la tête de la princesse, est rentrée et a forcé le tenancier à offrir sa tournée. Adam Pitt raconte que la tête est promenée au bout de la pique jusqu'à la tour du Temple, où elle est agitée devant les fenêtres de Marie-Antoinette, qui s'évanouit alors. Puis le corps est transporté sur des kilomètres, et profané, jusqu'au comité civil de la section des Quinze-Vingts.
Enfin, la tête est portée par un garçon boucher du nom d'Allègre au comité, à sept heures du soir, après avoir été repoussée, afin d'être enfin « inhumée auprès du corps » dans une tombe, ou fosse commune, du cimetière de l'hôpital des Enfants-Trouvés. Quelques heures plus tard, le duc de Penthièvre dépêche son fidèle valet Fortaire pour tenter de récupérer la dépouille de sa malheureuse belle-fille, mais en vain, elle ne sera jamais retrouvée.

### Post-mortem

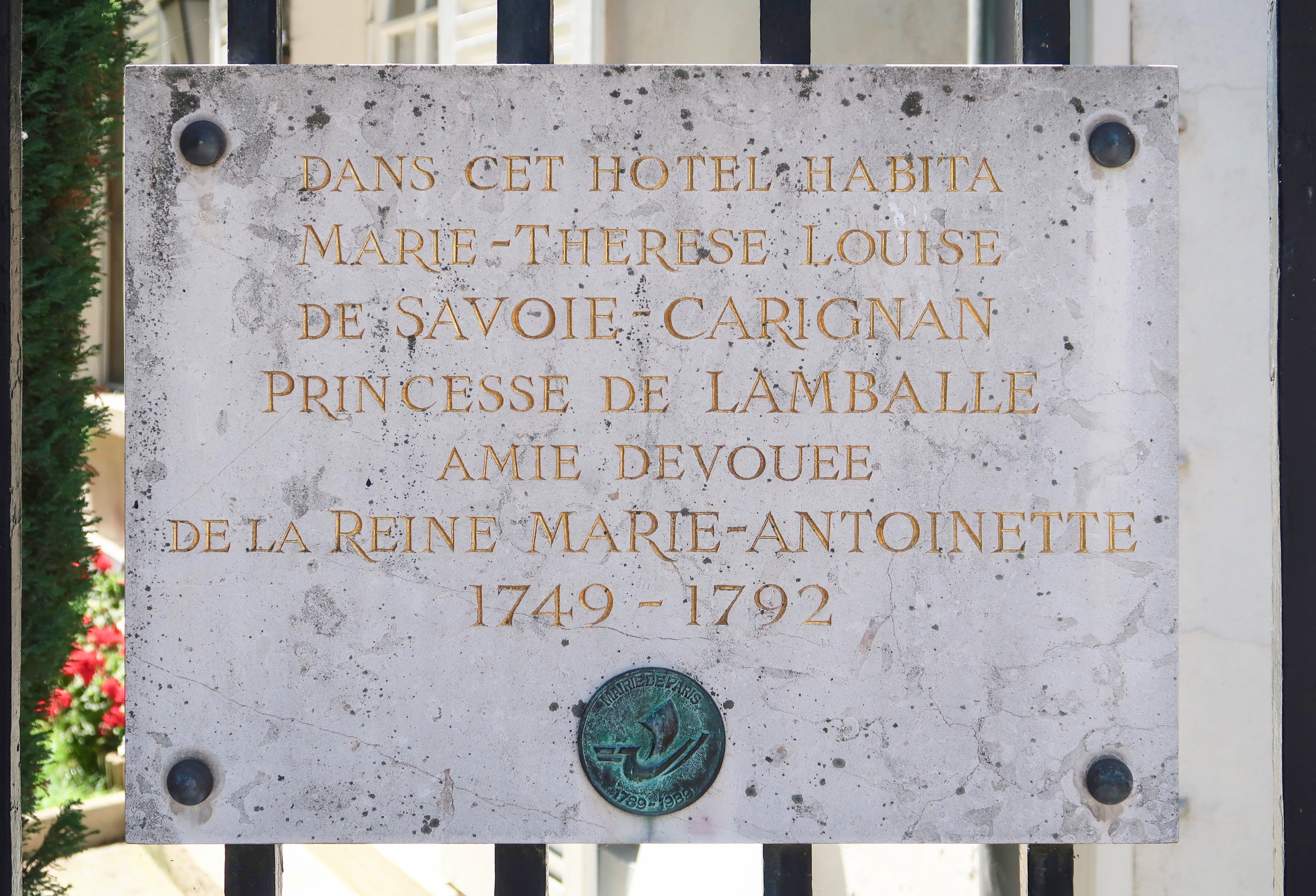
Plaque en hommage à Madame de Lamballe, devant l'entrée de l'hôtel du même nom, en 2020.

La mort de Marie-Thérèse-Louise de Savoie-Carignan, princesse de Lamballe, donnera lieu à une profusion de témoignages, très largement diffusés à l'époque et jusqu'à aujourd'hui, tant parmi les milieux révolutionnaires que royalistes et contre-révolutionnaires, souvent sujets à caution, traduisant moins bien la réalité des faits plutôt qu'une vision fantasmatique. Ces textes décrivent avec force détails macabres la mise à mort, la profanation du « nègre » Delorme, la mutilation, le dépeçage, la fragmentation par Charlat, puis l'exposition du cadavre abandonné sur un chantier, vers le Grand Châtelet, jusqu'au petit matin.
Ces récits « expriment les craintes et les luttes qui animent alors les différents protagonistes de la Révolution ». Côté révolutionnaire, on a présenté les « cadavres réparateurs » des victimes des massacres de Septembre, qui durent être laissés sur le pavé, comme une réponse au complot fomenté dans les prisons et à la menace extérieure. Pour l'historien Antoine de Baecque, la description morbide de la mise à mort et des outrages qui sont faits à la princesse vise à « exprimer l’anéantissement du complot aristocratique ». De même, il considère qu'ils servaient alors à « punir la femme de cour, ainsi que le supposé complot féminin et lesbien – menaçant la prééminence masculine – de « la Sappho de Trianon », vilipendée par les chroniqueurs et les gazetiers sous l’Ancien Régime »,. Les royalistes ont repris à leur compte ces récits « en retournant leur sens pour montrer la régression du révolutionnaire à l’état de barbare et la monstruosité de la Révolution, opposée à la délicatesse du corps de la victime ».

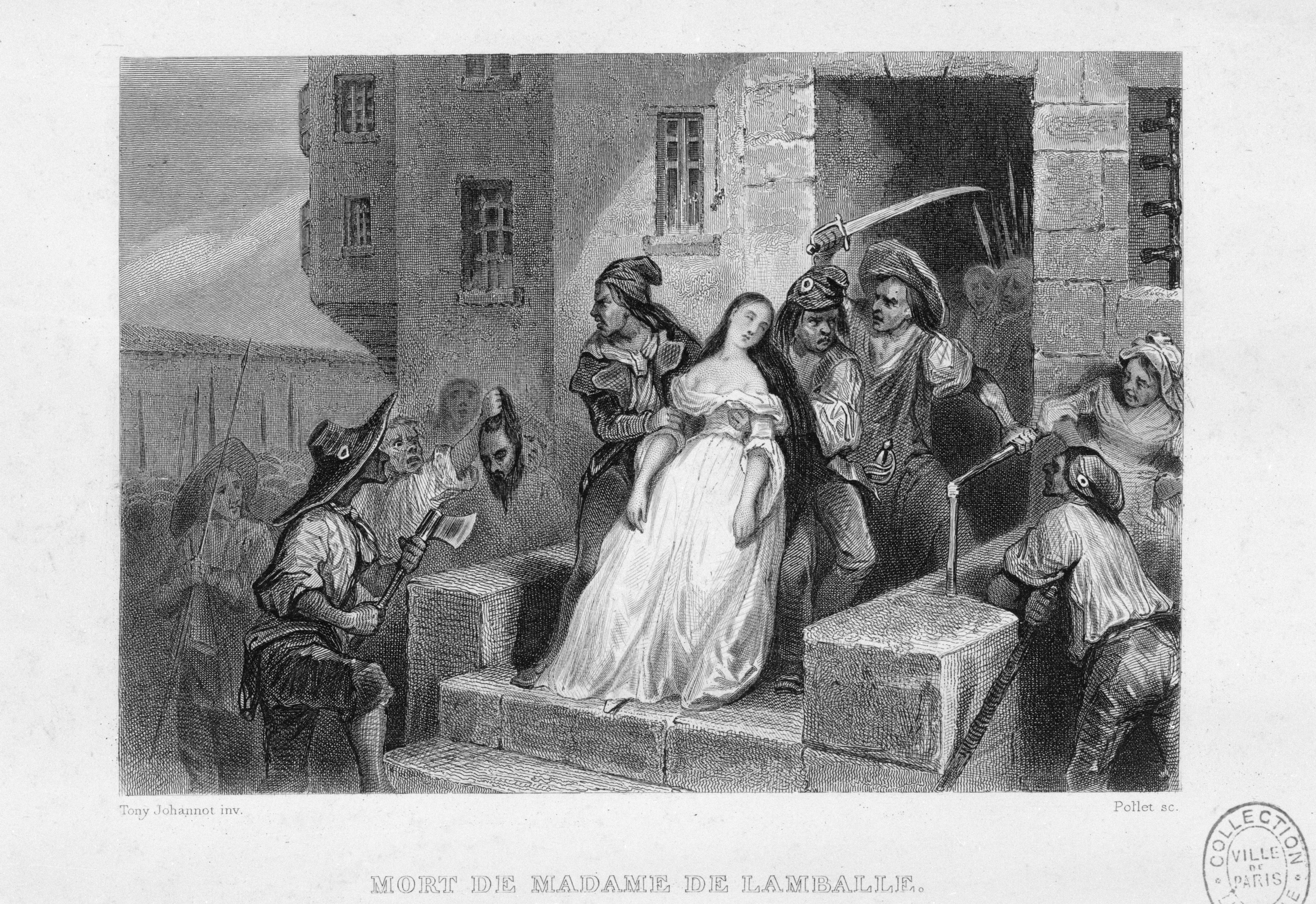
Mort de Madame de Lamballe par Antoine Johannot, entre 1832 et 1836.

Parmi ces récits, on peut relever La Famille royale préservée au Temple. Extrait du récit de ce qui s’est passé au Temple dans les journées des 2 et 3 septembre 1792, dont le manuscrit a été cité par George Bertin en 1888, le récit des événements dans la Révolution de Paris, qui présente la princesse de Lamballe comme comploteuse, La Vérité tout entière sur les vrais acteurs de la journée du 3 septembre 1792, le Bulletin du comte de Fersen au prince régent de Suède sur ce qui s'est passé en France ou aussi Idée des horreurs commises à Paris dans les journées à jamais exécrables des 10 août, 2, 3, 4 et 5 septembre 1792. Ils présentent ainsi ces récits.
Après les événements, plusieurs auteurs reprirent ces descriptions des événements dans leurs ouvrages, comme l'abbé Barruel, Antoine Sérieys, Madame de Créquy ou encore Madame Guénard. En 1923, le sculpteur Charles Richefeu réalise La Carmagnole, une sculpture en plâtre représentant un sans-culotte qui se tient sur une jambe et serre une serpe dans sa main droite tout en brandissant la tête de la princesse de la main gauche. Cette statue est conservée dans la salle des présidents du musée de la Révolution française. Plus récemment, des biographes comme Stefan Zweig ont repris ces descriptions dans leur récits des derniers instants de la princesse de Lamballe. Celle-ci fut déclarée martyre et vénérable en 1934.

## Liens familiaux
Marie-Thérèse-Louise de Savoie-Carignan est la tante à la septième génération de Victor-Emmanuel de Savoie, qui fut le précédent chef de famille de la famille royale d'Italie et à la huitième génération de son fils Emmanuel-Philibert de Savoie, qui a par ailleurs épousé en 2003 l'actrice française Clotilde Coureau, elle-même issue d'une famille de la noblesse française par sa mère. Elle est ainsi duchesse de Savoie et princesse de Venise.

## Filmographie
Dans les films suivants, son rôle est interprété par les actrices correspondantes :
- Marie-Antoinette (1938), de W. S. Van Dyke : Anita Louise ;
- L'Affaire du collier de la reine (1946), de Marcel L'Herbier : Florence Lynn ;
- La Révolution française (1989), de Robert Enrico et Richard T. Heffron : Gabrielle Lazure ;
- Marie-Antoinette (2006), de Sofia Coppola : Mary Nighy ;
- série Marie-Antoinette (2022), de Deborah Davis : Jasmine Blackborow ;
- téléfilm Olympe, une femme dans la Révolution (2025) : Audrey Marnay.

## Télévision
- Secrets d'Histoire, Les Favoris de Marie-Antoinette[22],[23].